# Niedobór dehydrogenazy glukozo-6-fosforanowej
Niedobór dehydrogenazy glukozo-6-fosforanowej, fawizm – genetycznie uwarunkowana, dziedziczna choroba związana z niedoborem dehydrogenazy glukozo-6-fosforanowej.
Enzym ten jest kluczowy dla powstawania (w szlaku pentozofosforanowym) podstawowego komórkowego czynnika redukującego, czyli fosforanu dinukleotydu nikotynoamidoadeninowego. W erytrocytach niedobór NADPH wpływa na skrócenie czasu przeżycia tych krwinek i, co za tym idzie, może prowadzić do niedokrwistości hemolitycznej.

## Epidemiologia
Polska zaliczana jest do krajów o niskiej częstości występowania niedoboru dehydrogenazy glukozo-6-fosforanu (0,1%); na całym świecie ten defekt genetyczny stwierdza się u ponad 200 milionów osób.

## Etiologia
Choroba spowodowana jest mutacją w genie G6PD na chromosomie X, kodującym białko pierwszego enzymu cyklu pentozowego, dehydrogenazę glukozo-6-fosforanową. Niedobór enzymu prowadzi do utleniania grup sulfhydrylowych hemoglobiny i białek błony erytrocytu, co prowadzi do wytrącania się hemoglobiny w cytoplazmie (w postaci ciałek Heinza) i wewnątrznaczyniowej hemolizy.

## Objawy i przebieg
Do wystąpienia objawów chorobowych dochodzi u osób posiadających mutację w genie G6PD po narażeniu na różne czynniki środowiskowe, z których najważniejszymi są leki, ale również spożycie bobu. Ekspozycja na pyłek bobu nie jest obecnie uważana za przyczynę objawów. Różnice w podatności na tę chorobę wśród osób, u których występuje niedobór dehydrogenazy glukozo-6-fosforanowej, mogą wiązać się z różnicami w szlakach enzymatycznych, w których lewodopa przekształcana jest w dopachinon.
Fawizm należy do chorób ekogenetycznych, gdyż musi zadziałać czynnik środowiskowy, by pojawiły się objawy chorobowe, na przykład wzrost temperatury ciała, żółtaczka, obniżenie liczby erytrocytów.

## Historia
Fawizm zaliczono do chorób dopiero na początku 2. połowy XX wieku, kiedy badania wykazały przyczynę wrażliwości niektórych pacjentów na lek przeciwmalaryczny, prymachinę. Udowodniono, że hemolityczne działanie tego leku związane jest z wewnątrzkrwinkowym defektem enzymatycznym.
Nazwa choroby – „fawizm” – pochodzi od łacińskiej nazwy bobu: Vicia faba. Spożycie jego ziaren nasila objawy.